# Протасовська сільська рада
Прота́совська сільська рада (рос. Протасовский сельский совет) — сільське поселення у складі Німецького національного району Алтайського краю Росії.
Адміністративний центр та єдиний населений пункт — село Протасово.

## Населення
Населення — 1131 особа (2019; 1273 в 2010, 1442 у 2002).